# MTV3
MTV3은 핀란드의 민영 방송 채널이다. 이 채널이 속한 핀란드의 방송국 MTV Media는 스웨덴에 본사를 둔 통신사업자 텔리아 계열에 속해있다.

## 역사
MTV3은 1957년 8월 13일에 핀란드 최초의 상업 텔레비전 방송국으로 개국하였다. 개국 당시 사명은 MTV였으며 1993년까지 자체 텔레비전 채널이 따로 없었다. 첫 방송은 핀란드 최초의 텔레비전 방송국인 TES-TV에서 방송하였으며. 1965년부터는 YLE TV1, YLE TV2의 두 채널의 일부 시간대를 빌려서 방송하였다.
1986년부터는 핀란드 국영 방송과 노키아와 함께 Kolmoskanava(TV3)란 제3채널을 개국하였다. 이 후에도 한동안 3개의 채널에서 MTV의 프로그램을 방송하였다가 1993년 1월 1일 MTV가 Kolmoskanava의 모든 지분을 인수하고, 이름을 MTV3으로 바꾸면서 자체적인 텔레비전 채널을 갖추게 되었다. 이후 YLE TV1, YLE TV2에서 방송되던 모든 MTV채널을 MTV3으로 일괄 방송하게 되었다.

## 자매 채널
- MTV Sub : 준종합 채널. 구 TVTV!, SubTV, Sub
- MTV Ava : 여성 타깃 엔터테인먼트 채널. 구 MTV3 AVA, AVA (원래 유료 방송이었으나, 2011년 무료화)
- C More Max (HD) : 남성 타깃 엔터테인먼트 채널. 구 MTV3 MAX→MTV MAX. 지상파 유료 방송
- C More Sport 1 (HD) : 스포츠 채널. 구 Canal+ Urheilu→MTV MAX Sport 1→MTV Sport 1. 지상파 유료 방송
- C More Sport 2 (HD) : 스포츠 채널. 구 Canal+ Aitio→MTV MAX Sport 2→MTV Sport 2. 지상파 유료 방송
- MTV3 HD
- C More Juniori : 어린이 채널. 구 Subtv Juniori→Sub Juniori→MTV3 Juniori→MTV Juniori. 지상파 유료 방송

### 없어진 채널
- MTV3+ (2002~6) : MTV3 Max(현 MTV Max)로 개편.
- MTV Sarja (2008~14)
- MTV3 Scifi (2008~12) : TV4 Science Fiction의 핀란드 버전
- MTV Fakta XL (2012~4) : TV4 Fakta XL의 핀란드 버전
- MTV Komedia (2010~4)
- MTV Leffa (2006~16) : 영화 채널. 지상파 유료 방송
- MTV Fakta (2006~16) : 다큐멘터리 채널. 지상파 유료 방송

## 같이 보기
- 핀란드 국영 방송 (yle)